# Juan Pablo Sorín
Juan Pablo Sorín (Buenos Aires, 5 de maio de 1976) é um ex-futebolista argentino, que atuava como lateral-esquerdo.
Foi o capitão da Seleção Argentina na Copa do Mundo FIFA de 2006 e capitão da Seleção Argentina Sub-20 campeã do mundo no Qatar em 1995.
Como comunicador foi comentarista no canal ESPN Brasil, em que comentava diferentes competições.

## Biografia

### Jogador
Juanpi, como ele é conhecido na Argentina, começou sua carreira no Argentinos Juniors. Fez toda as categoria de base no time de "La Paternal". Ele jogou a primeira vez na equipe em 1994. Em 1995, conquistou o Campeonato Mundial Sub-20 pela Seleção Argentina. Ainda em 1995, foi comprado pela Juventus da Itália, mas ainda não existia a Lei Bosman e, como suas chances de jogar eram poucas, Marcelo Lippi, técnico da equipe, aceitou seu empréstimo ao River Plate.
No segundo semestre de 1996, Sorín jogou pelo River Plate, em que viveu um dos melhores momentos de sua carreira, conquistando três campeonatos Apertura (1996, 1997 e 1999), um campeonato Clausura (1997), uma Taça Libertadores da América (1996) e uma Supercopa Libertadores (1997).
Em 2000, ele foi transferido para Cruzeiro, do Brasil. Em sua primeira passagem, jogou por duas temporadas e meia, vencendo uma Copa do Brasil, duas edições da Copa Sul-Minas e o Supercampeonato Mineiro, tornando-se ídolo.
Depois de uma temporada e meia no Lazio da Itália, Sorín foi emprestado ao FC Barcelona.
Depois de uma temporada bem sucedida, deixou o Camp Nou, mudando-se para França, emprestado ao Paris Saint-Germain, vencendo a Copa da França. Conseguiu um fato inédito na história do clube francês: nunca perdeu uma partida. Por esta razão, Juan Pablo Sorín é chamado de "bonheur", portador de sorte, pelos "supporters" parisinos.
No fim ainda de 2003, ele retornou ao Cruzeiro por empréstimo e posteriormente transferiu-se para o Villarreal da Espanha. Sorín foi uma das importantes peças do Villarreal, ajudando a atingir as semifinais da Liga dos Campeões da UEFA, quando foram eliminados pelo Arsenal FC.
Após a Copa do Mundo da Alemanha, em 2006, Sorín foi disputado pelo Portsmouth, Bolton Wanderers e Newcastle United, mas acabou assinando com o Hamburgo SV. Após dois anos com o clube alemão e apenas 24 aparições, por causa de lesões, quando o seu contrato expirou, em 15 de julho de 2008, retornou ao Cruzeiro, chegando em 29 de agosto de 2008, para sua terceira passagem pelo clube mineiro.
Em 1° de março de 2009, Sorín voltou a vestir a camisa celeste em uma partida oficial. Contra o Ituiutaba, pelo Campeonato Mineiro, Sorín jogou todo o primeiro tempo e foi substituído no começo do segundo. Juampi foi ovacionado pelos torcedores presentes no Mineirão.
Em 28 de julho de 2009, aos 33 anos, após uma série de lesões, Sorín anunciou o fim de sua carreira profissional. O argentino despediu-se do futebol no time que, em suas próprias palavras, é o seu time do coração no Brasil: o Cruzeiro Esporte Clube.
No dia 4 de novembro de 2009, Sorín fez o seu último jogo, encerrando sua carreira no Cruzeiro. Realizou-se um amistoso entre Cruzeiro e Argentinos Juniors (2 a 1), seu primeiro time, tendo jogado na partida por ambos. Deixou seus pés eternizados no Hall da Fama do Mineirão e recebeu camisas comemorativas da AFA.

### Apresentador
Sorín é um comunicador e palestrante, realizando entrevistas para diferente mídias. Apresentou e comentou a Copa do Mundo da Rússia em 2018 para a Telemundo/NBC.
Em 2016, apresentou o "Capitanes" (Deportv/TV Pública), em que entrevistava reconhecidos capitães de outros esportes coletivos. Foi premiado como melhor programa de Esportes pela FundTV.
Foi comentarista do canal ESPN Brasil, participando dos principais jogos das ligas do futebol internacional. Junto com a sua produtora, Elis Produtora de Conteúdos Ltda, criaram um programa novo, que teve sucesso de audiência e repercussão positiva: Resenha ESPN. Conduzido pelo próprio Sorín e pelo repórter André Plihal, possuía elenco com nomes como Raí, Alex e Djalminha. Foi escolhido por dois anos consecutivos como o Melhor Programa de Esportes da TV no Brasil (enquete do site UOL). Além do Resenha, Sorín criou vários quadros e programas para a emissora. Participava habitualmente do Bate Bola e Futebol no Mundo. Sorín deixou a ESPN Brasil em 20 de agosto de 2017.
Sorín escreveu para veículos de diferentes países, como Revista So Foot (França), diário El País, El Mundo (Espanha), Revista Mediapunta (Espanha) e diário Página 12 (Argentina). Também fez 4 anos de Radio na FM La Tribu, com a sua atração "Tubo de Ensayo", enquanto jogava para o River Plate (1996/2000).
No final de 2017, Sorín lança seu canal no YouTube: SorinElis. O quadro "Se Joga Em Casa", em que recebe a visita de renomados músicos do Brasil (como Caetano Veloso, Gilberto Gil, Seu Jorge, Criolo) e do mundo, teve em sua primeira temporada mais de 4 milhões de views. Em 2018, lançou sua segunda temporada.

### Escritor
Sorín e sua mulher Sol Cáceres criaram e editaram o Livro "Grandes Chicos", um projeto cultural-solidário, em que juntaram uma seleção de talentosos escritores, como Galeano, Gelman e Fontanarrosa, e alguns reconhecidos artistas, como Fito Paez, Spinetta e Ines Estevez. Todos eles doaram suas obras, assim como Sorín, que escreveu um conto chamado "Refúgios", formando um livro literário bem recebido. Foram duas edições, sendo o dinheiro arrecadado usado para construir duas escolas na Província de Santiago del Estero, no norte da Argentina.
Em 2017, na Argentina, foi lançado o livro "Pelota de Papel", escrito por jogadores como Mascherano, Aimar, Valdano, entre outros, tendo Juan Pablo Sorín a sua participação. Lançou-se o "Pelota de Papel 2", em que Sorín volta a participar com um conto, apresentando o mesmo na Feria del Livro, Buenos Aires. No seu discurso, como acostuma fazer nas suas redes sociais, Sorin defende e pede apoio para o futebol feminino argentino.
Engajado social e politicamente, esteve envolvido no suporte às vítimas da Tragédia de Mariana, em 2015.

### Vida pessoal
É casado com a cantora Sol Alac.

## Títulos
Juventus
- Liga dos Campeões da UEFA: 1995-96

River Plate
- Copa Libertadores da América: 1996
- Supercopa Libertadores: 1997
- Campeonato Argentino: 1996, 1997, 1999 (Apertura); 1997 (Clausura)

Cruzeiro
- Copa do Brasil: 2000
- Copa Sul-Minas: 2001, 2002
- Supercampeonato Mineiro: 2002
- Campeonato Mineiro: 2009

Paris Saint-Germain
- Copa da França: 2004

Hamburgo
- Copa Intertoto da UEFA: 2007

Seleção Argentina
- Campeonato Mundial Sub-20: 1995
- Jogos Pan-Americanos: 1995